# Akt Mediacyjny
Akt Mediacyjny (niem. Mediationsakte, fr. Acte de Médiation) – ustawa zasadnicza obowiązująca w Szwajcarii w latach 1803–1813 .

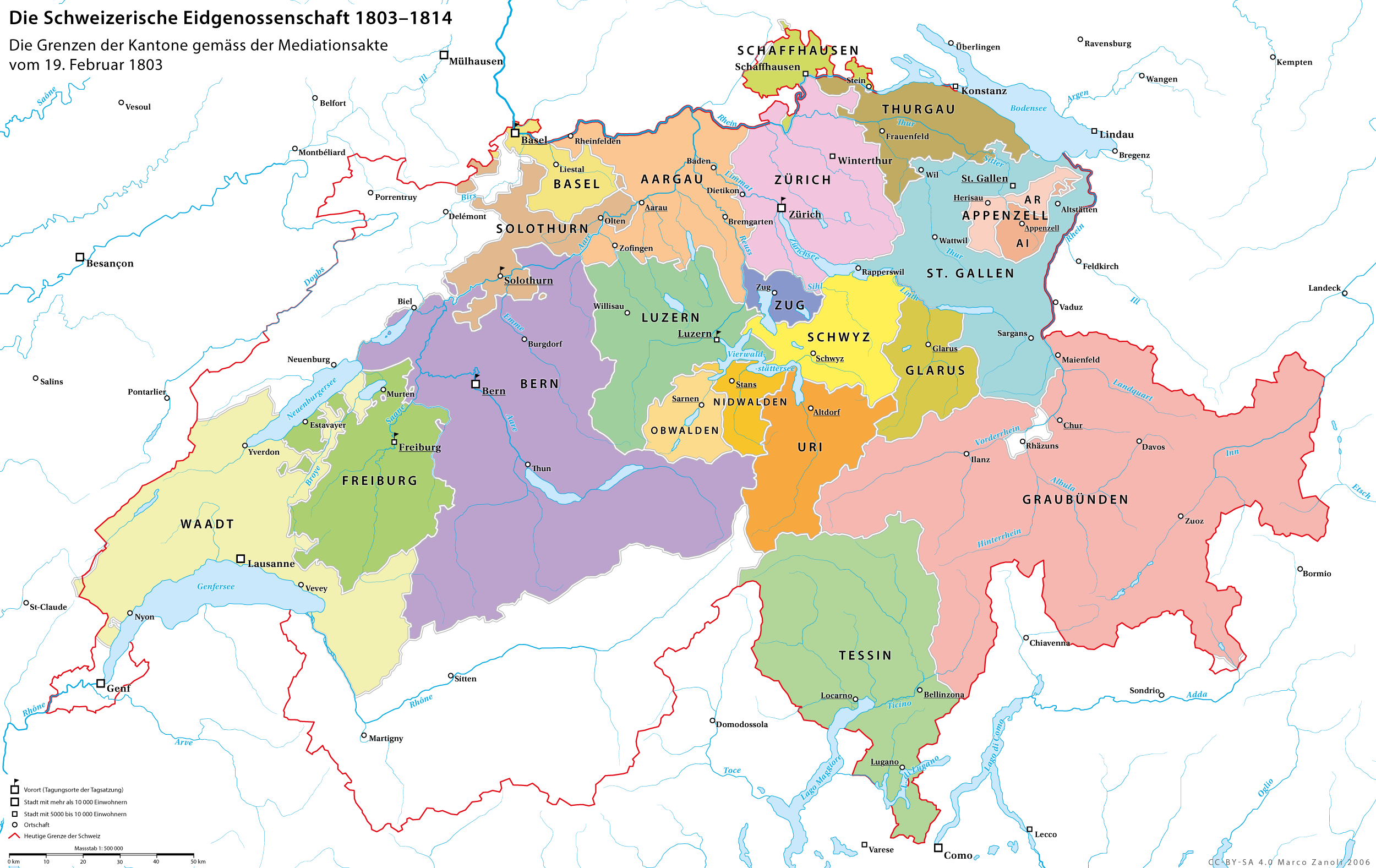
Republika Helwecka w latach 1803–1813

## Tło historyczne
Konstytucja Helwecka ustanowiona w 1802 nie zażegnała niepokojów w Republice Helweckiej. Nadal dochodziło do zbrojnych wystąpień. Największe z nich wybuchło pod koniec lata 1802 i nazwane zostało „wojną kijów” (niem. Stecklikrieg). Nazwa wzięła się z uwagi na brak innej broni jej uczestników. Wystąpienia te spowodowane były m.in.: tragiczną sytuacją ekonomiczną mieszkańców Republiki, która została spustoszona przez wojska francuskie, austriackie i rosyjskie tudzież przez wzrost obciążeń fiskalnych. Dodatkowo wśród Szwajcarów dominowały idee: silnego partykularyzmu kantonalnego oraz chęć powrotu do dawnych uregulowań ustrojowych z czasów Starej Konfederacji .
Druga konstytucja Republiki Helweckiej nie znalazła uznania u Napoleona. Z powodu niepokojów społecznych postanowił samemu zaprowadzić ład w Republice. Dlatego w deklaracji z 30 września 1802, zagroził ponowną interwencją wojsk francuskich w razie niemożności uspokojenia nastrojów społecznych. W celu zapobiegnięcia eskapady zbrojnej, wskazał siebie jako mediatora między stronnictwami szwajcarskich unitarystów (opowiadali się za państwem jednolitym i niepodzielnym) i federalistów (pragnęli zwiększenia pozycji i uprawnień kantonów) .
10 grudnia 1802 w Paryżu rozpoczęła obrady Konstytuanta Szwajcarska zwana Consultą. W jej składzie znaleźli się przedstawiciele Senatu, który posiadał prawo do rewizji konstytucji. Akt Mediacyjny został przyjęty 5 marca 1803 przez Senat, natomiast wszedł w życie 10 marca. Stosunek zwolenników centralizacji do federalizacji ustroju Szwajcarii podczas tego spotkania wynosił 45:18. Niezależnie od tego Napoleonowi udało się przeforsować swoją koncepcję nowego modelu ustrojowego Republiki Helweckiej, która od tej pory nie była już krajem w pełni samodzielnym, gdyż stała się zależna od Francji .
Akt Mediacyjny był podstawą ustroju Szwajcarii niemal do końca 1813. Sytuacja zmieniła się pod koniec roku, gdy po klęsce Napoleona w bitwie pod Lipskiem koalicja antyfrancuska zażądała od Szwajcarii uchylenia Aktu. Uchwałą z 29 grudnia 1813 uczyniło to Zgromadzenie Federalne złożone z przedstawicieli dziesięciu kantonów. Wcześniej, 18 listopada, ogłoszono neutralność Szwajcarii, która ostatecznie została potwierdzona przez Kongres Wiedeński 20 marca 1815 .

## Treść

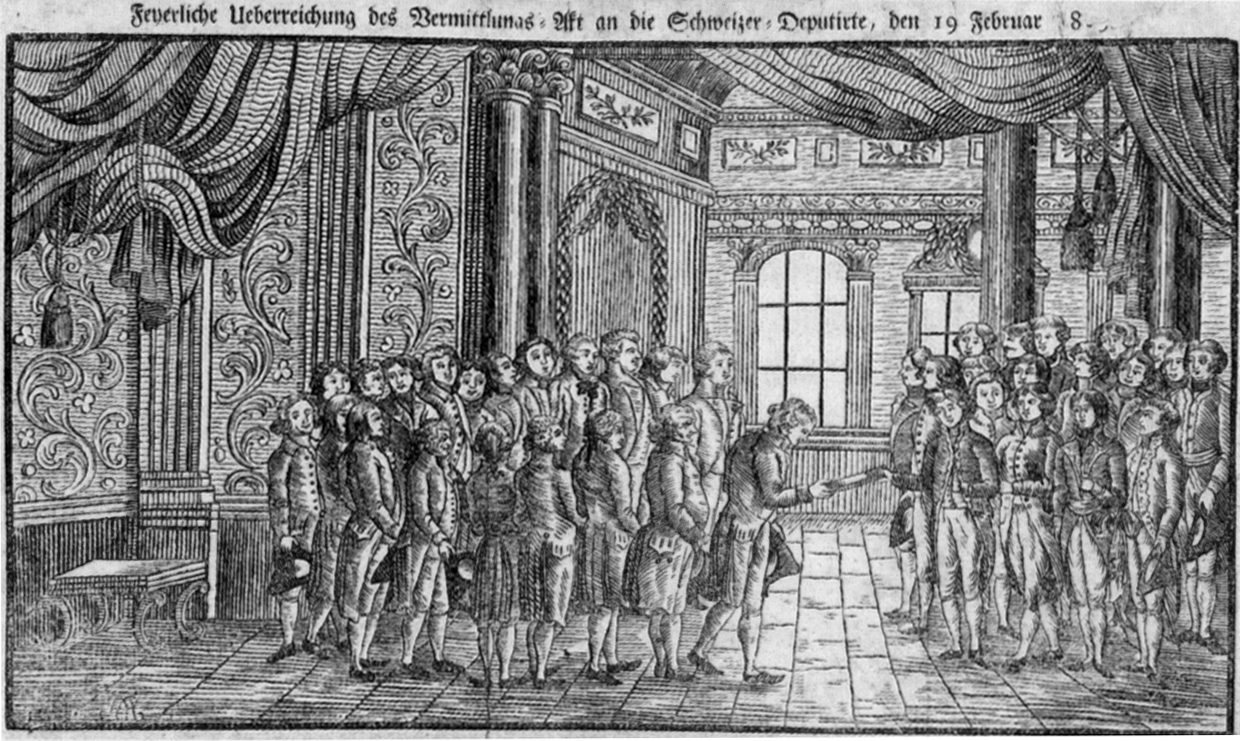
Dostarczenie Aktu Mediacyjnego deputowanym Republiki Heleckiej 19 lutego 1803 w pałacu Tuileries w Paryżu. Drzeworyt pochodzi z arkuszu kalendarza z archiwów państwowych we Fryburgu.

Konstytucja szwajcarska z 19 lutego 1803 wzorowana była na konstytucji Stanów Zjednoczonych. W przedmowie Napoleon Bonaparte pisał do Szwajcarów :

Pogrążona w sporach Helwecja groziła rozpadem. Nie mogła sama znaleźć sposobu powrotu do porządku konstytucyjnego. Stara przychylność Narodu Francuskiego do tego godnego szacunku ludu, którego niedawno własną krwią bronił i przez swoje traktaty; jako niezależna siła chciał być uznany; to interes Francji i Republiki Włoskiej, której granica Szwajcarii dotyka; prośba Senatu; demokratycznych kantonów; w końcu życzenie całego Narodu Helweckiego zobligowało Nas, aby pełnić rolę Mediatora pomiędzy podzielonymi stronami [...].

Treść ustawy była podzielona na dwadzieścia rozdziałów. Dziewiętnaście z nich zawierało konstytucje dotyczące poszczególnych kantonów, zaś ostatni stanowił konstytucję całego kraju. Łączna liczba kantonów tworzących Szwajcarię określona została na dziewiętnaście. Do trzynastu kantonów Starej Konfederacji dołączono nowo utworzone kantony: St. Gallen, Gryzonię, Argowię, Turgowię, Tessyn i Vaud. Zgodnie z art. 1 kantony szwajcarskie wiązały się ze sobą według zasad określonych w ich konstytucjach. Gwarantowały sobie wzajemnie konstytucje, terytorium, wolności i niezależność. W tym celu wnosiły wkłady finansowe (łącznie 490 507 franków) i tworzyły oddziały wojskowe (razem 15 203 osoby). Według art. 12 kantony wykonywały całą władzę, która nie została wyraźnie przekazana władzom związkowym. Art. 27 mówił o Sejmie Związkowym (Tagsatzung), który miał być wspólnym organem władzy dla konfederacji dziewiętnastu kantonów. Składał się on z dziewiętnastu deputowanych, po jednym z każdego kantonu. Obradom Sejmu przewodniczył Landammann, którym był z zasady deputowany z Kantonu Dyrektorialnego. Art. 28 ustanawiał wśród deputowanych nierównomierny podział głosów, łącznie posiadali ich dwadzieścia pięć. Dwa głosy na jednego deputowanego wynikały z racji reprezentowania przez niego kantonu liczącego więcej niż 100 tys. mieszkańców i przysługiwały przedstawicielom: Berna, Zurychu, Vaud, St. Gallen, Argowii i Gryzonii .
Sejm miał się zbierać na zmianę co roku we Fryburgu, Bernie, Solurze, Bazylei, Zurychu i Lucernie; w pierwszy poniedziałek czerwca i obradować nie dłużej niż miesiąc. Na nadzwyczajne posiedzenie zbierał się na wniosek :
- Landammanna;
- władz kantonu popartego przez Wielką Radę Kantonu Dyrektorialnego;
- Wielkich Rad;
- Landsgemeinde pięciu kantonów, gdyby wniosku nie poparł jeden z Kantonów Dyrektorialnych.

Do zadań Sejmu Związkowego należało:
- wypowiadanie wojny;
- zawieranie pokoju i traktatów (za zgodą 3/4 kantonów);
- zawieranie umów handlowych; mianowanie i wysyłanie ambasadorów;
- wydawanie zarządzeń dotyczących bezpieczeństwa kraju; rozstrzyganie sporów pomiędzy kantonami.

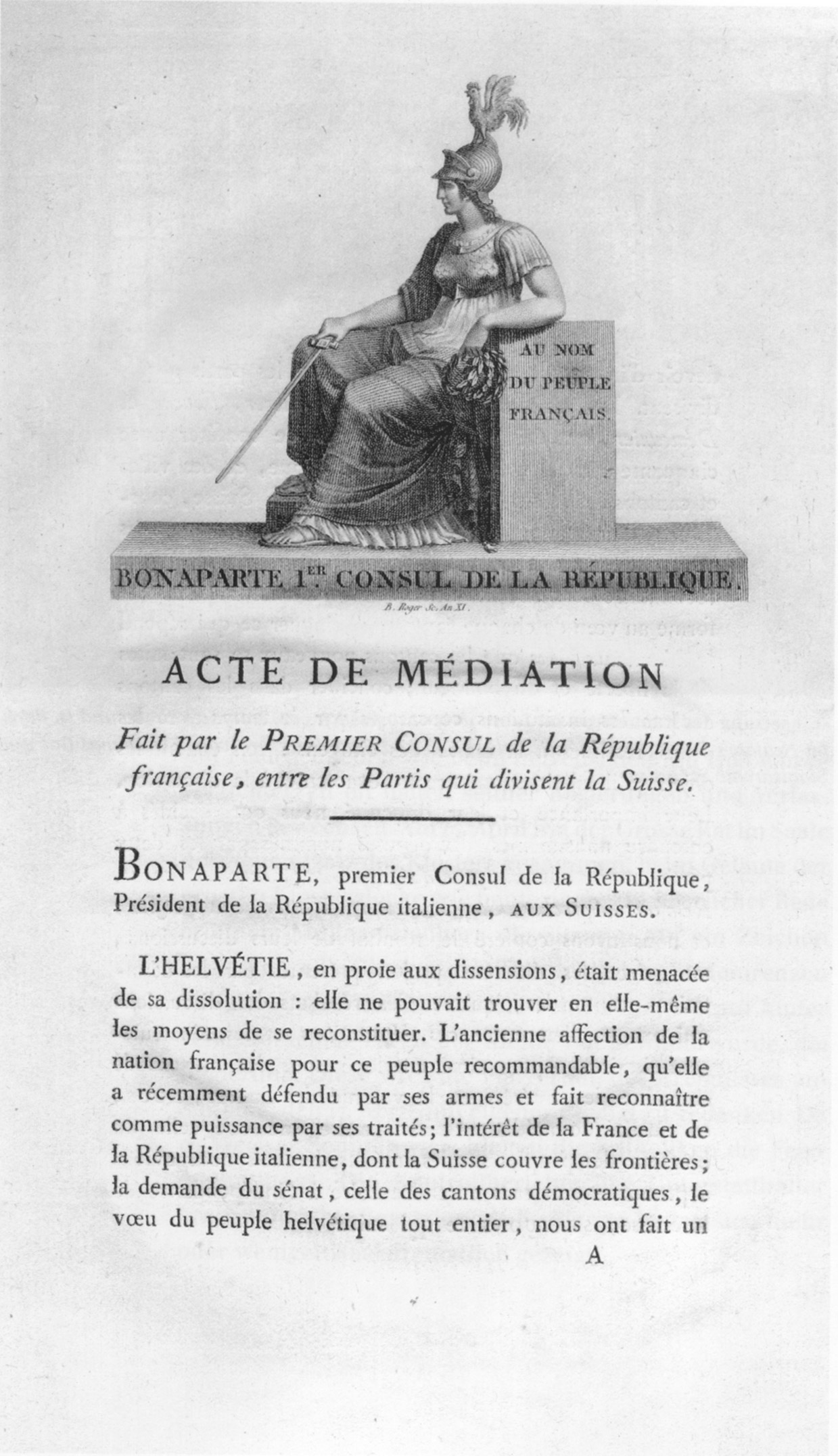
Acte de Médiation (1803)

Kantony, w których zbierać się miał Sejm Związkowy, zwane były Kantonami Dyrektorialnymi. Ich burmistrzowie zostawali jednocześnie Landammannami Szwajcarii. Przez roczną kadencję do ich zadań należało :
- przewodniczenie obradom Sejmu Związkowego i zwoływanie jego nadzwyczajnych posiedzeń;
- przyjmowanie listów akredytacyjnych (odwołujących) obcych przedstawicieli dyplomatycznych;
- przedstawianie sprawozdania o stanie spraw Związku na posiedzeniu Sejmu;
- dysponowanie siłami zbrojnymi kantonów;
- zwoływanie Wielkiej Rady lub Landsgemeinde kantonu, w którym sytuacja wewnętrzna zagrażała bezpieczeństwu kraju, odbywały się działania sprzeczne z konstytucją Szwajcarii lub kantonów;
- przyjmowanie wniosków dotyczących rozstrzygnięcia sporu pomiędzy kantonami (w przerwach pomiędzy obradami Sejmu);
- sygnowanie aktów prawnych;
- nadzór nad drogami, rzekami i traktami wojskowymi.

Akt Mediacyjny nie przewidywał istnienia wspólnego dla wszystkich kantonów organu wymiaru sprawiedliwości, jakim był w Republice Helweckiej Trybunał Najwyższy .